# Тібей-Сале
Тібе́й-Сале́ (рос. Тибей-Сале) — село у складі Тазівського району Ямало-Ненецького автономного округу Тюменської області, Росія. Знаходиться на міжселенній території.
Населення — 716 осіб (2010, 206 у 2002).
Національний склад станом на 2002 рік: ненці — 91 %.
Стара назва — Тібейсале.